# Guettardita
La guettardita és un mineral de plom, arsènic, antimoni i sofre, químicament és un sulfur de fórmula química PbAsSbS₄, de color negre grisós i una densitat de 5,26-5,39 g/cm³, cristal·litza en el sistema monoclínic. El nom fou posat en honor del geòleg, mineralogista i botànic francès Jean Étienne Guettard (1715-1786). Fou descoberta entre 1961 i 1966 al voltant de Madoc, Ontario, Canadà, pel mineralogista canadenc John L. Jambor (1936-2008).
Segons la classificació de Nickel-Strunz, la guettardita pertany a «02.HC: Sulfosals de l'arquetip SnS, amb només Pb» juntament amb els següents minerals: argentobaumhauerita, baumhauerita, chabourneïta, dufrenoysita, liveingita, parapierrotita, pierrotita, rathita, sartorita, twinnita, veenita, marumoïta, dalnegroïta, fülöppita, heteromorfita, plagionita, rayita, semseyita, boulangerita, falkmanita, plumosita, robinsonita, moëloïta, dadsonita, owyheeïta, zoubekita i parasterryita